# Schenk

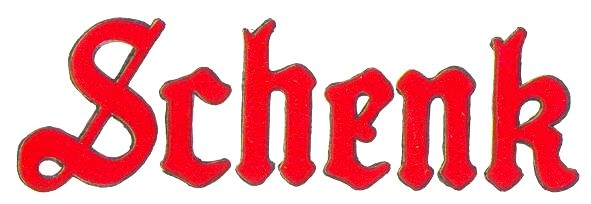
A Schenk-embléma

A Schenk nevű magyar gyermekjátékot Schenk Károly vállalkozása, a budapesti székhelyű Schenk Kft. gyártotta 1978 és 1995 között. A német Playmobil játékhoz való hasonlóság miatt a forgalmazást 1996-ban megszüntették, de rengeteg használt és néhány új darab van forgalomban ma is. Bár a készlet nagy része a német játék változatlan másolata, Schenk több új figurát és elemet bevezetett (a magyar történelem témáiból merítve), és a Playmobillal ellentétben (néhány kivétellel) végig megmaradt a történelmi tematikánál. A használt játékok iránt ezért ma is nagy a kereslet: a különböző aukciós portálokon ma a használt Schenk darabok néha többe kerülnek, mint egy bontatlan Playmobil-szett. A katonákhoz tartozó várak jelenleg is forgalomban vannak.

## Elemek, figurák, kiegészítők
A Schenk játékelemeket a valamikori vevőtájékoztató alapján négy csoportra lehet osztani:

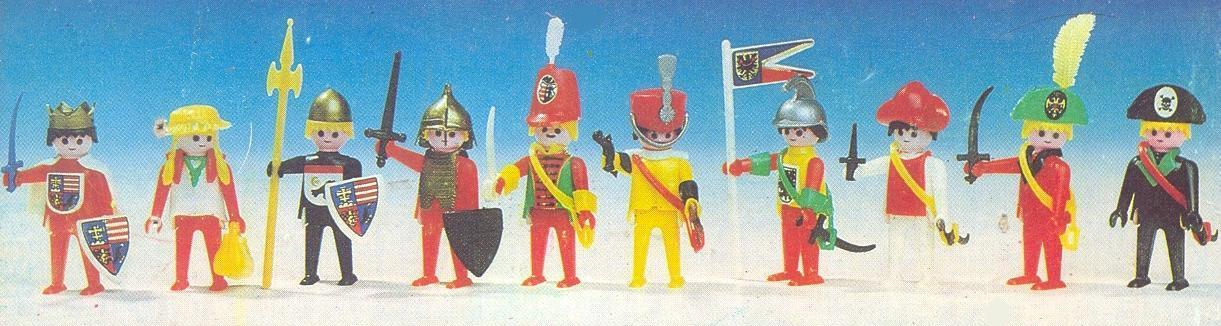
Schenk figurák 201-210

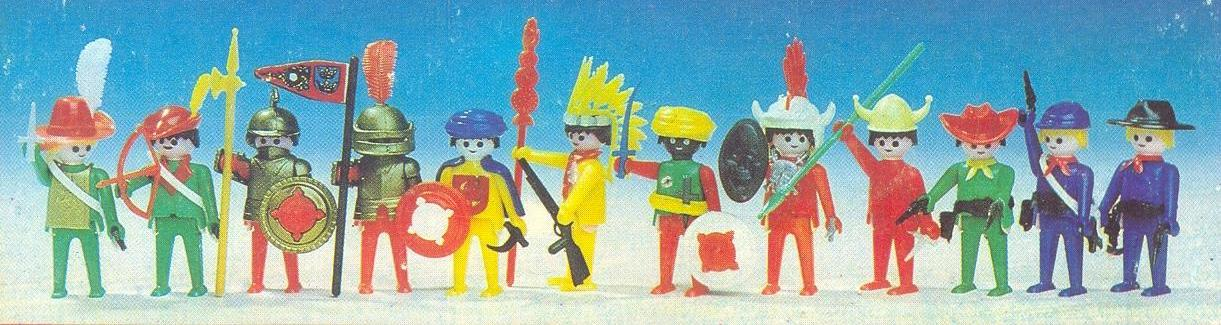
Schenk figurák 211-222

- 001-200. számú elem: kisebb kiegészítők, ruhák, fegyverek, szerszámok, amik önmagukban nem voltak kaphatók (a pontos sorszámokról nincs információ)[2]

- 201-230. számú elem: egyesével árult, különböző kiegészítőkkel felszerelt emberek (lásd alább), amik egy kis (kék/piros/sárga) kartonlapra rögzítve voltak kaphatók.[3] Figurák: 201 Király; 202 Lány; 203 Hunyadi; 204 Keresztes; 205 Huszár; 206 Huszár; 207 Osztrák; 208 Angol; 209 Osztrák; 210 Kalóz; 211 Testőr; 212 Tell Vilmos; 213 Római; 214 Rostélyos; 215 Török; 216 Indián; 217 Arab; 218 Fejvadász; 219 Viking; 220 Cowboy; 221 Amerikai; 222 Kanadai; 223 Ló 2db; 224 Könnyűbúvár; 225 Nehézbúvár; 226 Tűzoltó; 227 Kőműves; 228 Szerelő; 229 Tűzoltó; 230 Spanyol

- 301-342. számú elem: több figurából álló, illetve nagyobb kiegészítőkkel (kocsikkal, ágyúkkal) felszerelt figurák, amik egy nagyobb piros kartonlapra rögzítve voltak kaphatók[4] Készletek: 301 Posta kocsi; 302 Echós kocsi; 303 Rácsos kocsi; 304 Kordé kocsi; 305 Római kocsi; 306 Homokfutó kocsi; 307 Ágyús kocsi; 308 Seriff ház; 309 Kalózcsónak; 310 Tevés, pálmás; 311 Közlekedési lámpa; 312 Őrbódé + 4 huszár; 313 Sátor + 3 huszár; 314 Királyos trónkészlet; 315 Királylányos trónkészlet; 316 Ágyú + 2-2 katona; 317 Ágyú + 4 katona; 318 14-es űrméretű ágyú; 319 15-ös űrméretű ágyú; 320 16-os űrméretű ágyú; 321 15-ös ostromágyú; 322 16-os ostromágyú; 323 15-ös várvédő ágyú; 324 16-os várvédő ágyú; 325 Hajóágyú; 326 Sorozatvető ágyú; 327 Magyar huszár sorozat; 328 Huszár sorozat; 329 Osztrák sorozat; 330 Napóleon sorozat; 331 Hunyadi sorozat; 332 Rostélyos sorozat; 333 Török sorozat; 334 Keresztes sorozat; 335 Római sorozat; 336 Cowboy sorozat; 337 Indián sorozat; 338 Katona sorozat; 339 Kőműves sorozat; 340 Repülő; 341 Űrhajós sorozat; 342 Űrhajó

- számozás nélkül: lovagvár és kastély, amik nagyobb kartondobozban voltak kaphatók (ez az egyetlen Schenk-termék, aminek gyártása ma is engedélyezett)[5]

## Jellegzetességek
A Schenk-figurák ridegebb, kiegészítőik lágyabb műanyagból (polisztirolból illetve polietilénből) készültek fröccsöntés útján, színük az alapszíneket variálja. A mai Playmobil figurákkal ellentétben festett minta nincs rajtuk (kivéve az arcvonásokat és a serif csillagját). Több figurán található viszont lágyabb műanyag kiegészítő (pl. páncél, gallér, váll-lap) vagy matrica (magyar, osztrák vagy török címer). A nagyobb kiegészítőkből az ágyúk és kocsik tengelye fémből készült, ragasztót viszont egyik elem sem tartalmaz (kézzel könnyedén szétszedhetők), emiatt a régi figurák lába nem hajlott. A későbbi generációban megjelentek a könnyen mozgatható, kevésbé törékeny végtagok és a női figurák, egyedül a lovak maradtak hagyományosak (a lábuk és a fejük nem mozgatható). A német eredetivel ellentétben a Schenknél gyerekfigura nincs.

## Külső hivatkozások
- http://sites.google.com/site/schenkmuzeum/ (magyar)
- http://www.collectobil.com/guide/schenk.html (angol)
- https://web.archive.org/web/20100109113037/http://www.tricornejock.com/Schenk_generalites.html (francia)